# 2412 Wil
2412 Wil eller 3537 P-L är en asteroid i huvudbältet som upptäcktes den 17 oktober 1960 av den nederländsk-amerikanske astronomen Tom Gehrels och det nederländska astronomparet Ingrid van Houten-Groeneveld och Cornelis Johannes van Houten vid Palomarobservatoriet. Den är uppkallad efter Wil van de Hulst.
Asteroiden har en diameter på ungefär 11 kilometer.